# Teenage Dirtbag (film)
Teenage Dirtbag è un film del 2009 diretto da Regina Crosby e interpretato da Scott Michael Foster e Noa Hegesh. Il film è distribuito da Vivendi Entertainment e Lightyear Entertainment.

## Trama
Una popolare ragazza del liceo, Amber, riceve le attenzioni indesiderate da Thayer, un coetaneo arrabbiato a causa della sua vita famigliare, dominata dalla prepotenza del padre e dalla violenza del fratello maggiore. Durante un corso di scrittura creativa, attraverso le poesie, e nella sala-studio, attraverso dei messaggi su un quaderno degli appunti, il ragazzo instaura un rapporto con Amber alla quale dichiara ripetutamente e appassionatamente il suo sofferto amore. Un amore che appare malato e oppressivo e che per questo non può essere ricambiato dalla ragazza. Al fallimento del legame contribuiscono le pressioni sociali ed il disagio famigliare del giovane. Un anno dopo il termine della scuola superiore, Amber è sposata e incinta, mentre Thayer è scomparso, e per la prima volta la ragazza capisce quanto il suo rifiuto d'amore lo abbia danneggiato.